# West Church (Port Glasgow)

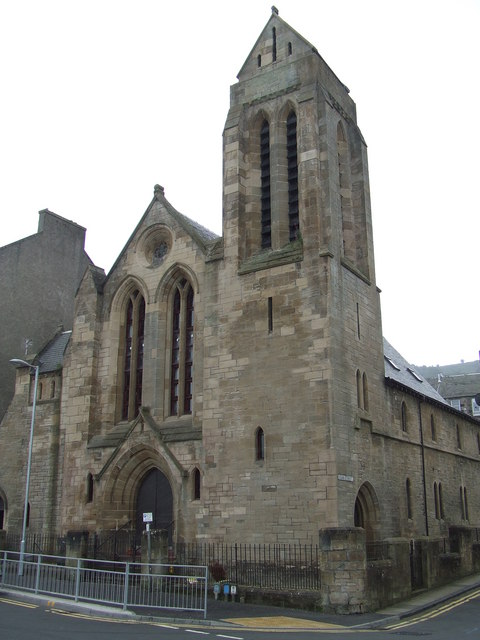
West Church aus nordwestlicher Richtung

Die West Church ist ein Kirchengebäude in der schottischen Stadt Port Glasgow in Inverclyde. 1971 wurde das Bauwerk in die schottischen Denkmallisten in der Kategorie B aufgenommen. Das Bauwerk wird heute nicht mehr kirchlich genutzt.

## Beschreibung
Die West Church liegt im Westen von Port Glasgow an der Kreuzung zwischen Brown Street und Jean Street. Jenseits des Gebäudes verläuft ein in den 1840er Jahren entstandene Bahnstrecke, die auf der Jean Street Railway Bridge direkt hinter der Kirche die Jean Street quert. Die West Church entstammt einem Entwurf des bedeutenden schottischen Architekten John James Burnet und wurde im Jahre 1885 erbaut. Burnett schuf ein Gebäude im neogotischen Stil mit Spitzbogenfenstern und einem Spitzbogenportal. Das Mauerwerk besteht aus behauenem Bruchstein. Rechts ragt ein verhältnismäßig niedriger Glockenturm mit Satteldach auf. 